# Lucas Vennegoor of Hesselink
Lucas Vennegoor of Hesselink, né le 14 mars 2006 à Oldenzaal aux Pays-Bas, est un footballeur néerlandais qui joue au poste d'attaquant au FC Twente.

## Biographie

### En sélections nationales
Déjà international U19 depuis 2024, Vennegoor of Hesselink est appelé en juin 2025 avec l'équipe des Pays-Bas des moins de 19 ans pour participer au Championnat d'Europe des moins de 19 ans 2025, en Roumanie.

## Palmarès

### En sélections nationales
|  |  | Pays-Bas -19 ans - Championnat d'Europe -19 ans - Vainqueur : 2025. |

## Vie privée
Il est le fils de l'international néerlandais Jan Vennegoor of Hesselink.